# Hidaka Tomoki
Tomoki Hidaka (sinh ngày 6 tháng 4 năm 1980) là một cầu thủ bóng đá người Nhật Bản.

## Sự nghiệp câu lạc bộ
Tomoki Hidaka đã từng chơi cho Giravanz Kitakyushu.